# Андронік Асен
Андронік Асен (грец. Ανδρόνικος Ασάν, болг. Андроник Асен; д/н — 1332) — 2-й пожиттєвий епітроп (наглядач) Мореї (Містри) в 1316—1322 роках.

## Життєпис
Походив з болгарської династії Асенів. Син Івана Асена III, царя Болгарії, та Марії (доньки візантійського імператора Михайла VIII). Був дитиною, коли 1280 року внаслідок повстання Іван Асена III було повалено, й він разом з родиною втік до Константинополя.
У 1316 році вуйко — Андронік II, імператор Візантії, призначник Андроніка Асена епітропом (наглядачем) Містри (Мореї). Відновив політику розширення візантійських володінь на Пелопоннесі, скориставшись послаблення Ахейського князівства внаслідок внутрішньої боротьби, а потім протистояння з Неаполітанським королівством.
1320 року, з огляду на відсутність князя Джованні, Андроник захопив замки Акови, Поліфенгос, Карінти і Святого Георгія в Скорті. Того ж року в битві біля замку Св. Георгія завдав поразки ахейському війську. Наслідком стало потужне просування вглиб півострова. Дрібні ахейські феодали стали визнавати зверхність Візантії в обмін на підтвердження володіння їхніми феодами. Згодом вони почали приймати православну віру. Зрешкою Андроніку завоювати майже всю Аркадію (центральний ПЕлопоннес) і він почав планувати захоплення всього Пелопоннесу.
1322 року був відкликаний до Константинополя, з метою посунути з Константинополя прихильника Андроніка III — Іоанна Кантакузина, — з яким в імператора Андроніка II почалася боротьба за владу. Проте Кантакузин зміг ухилиться від цього призначення і залишився поруч з Андроніком III. Епітропство було віддано якомусь Андрію, про якого не збереглося відомостей. Після подальшу долю Андроніка Асена також нічого не відомо.

## Родина
Дружина — донька протовестіарія Михайла Дуки Тарханіота
Діти:
- Мануїл Комнін Рауль (д/н—після 1344)
- Іоанн (д/н—після 1343)
- Ірина, дружина Іоанна VI Кантакузина, імператора Візантії
- Олена